# Région de développement Est
La région de développement Est (en népalais : पूर्वाञ्चल विकास क्षेत्र) est l'une des cinq anciennes régions de développement du Népal. Son chef-lieu était Dhanakuta. Elle a disparu lors de la réorganisation administrative de 2015.
Elle était subdivisée en trois zones et seize districts :
- Koshi
  - Bhojpur,
  - Dhankuta,
  - Morang,
  - Sankhuwasabha,
  - Sunsari,
  - Terhathum

- Mechi
  - Ilam,
  - Jhapa,
  - Panchthar,
  - Taplejung

- Sagarmatha
  - Khotang,
  - Okhaldhunga,
  - Saptari,
  - Siraha,
  - Solukhumbu,
  - Udayapur